# 프랭크 애쉬모어
프랭크 애슈모어(Frank Ashmore, 1945년 6월 17일 ~ )는 미국의 배우이다.
엘패소에서 태어났다.

## 출연 작품
- 400 데이즈 (2015년) - 가르시아 역
- 인투 더 다크 (2012년)
- 익스트랙티드 (2012년) - 마티노 역
- 게임 오브 라이프 (2007년)
- 워크 앤 더 글로리 2 - 아메리칸 자이언 (2005년)
- 공포의 실로폰 (1986년)
- 에어플레인 2 (1982년)
- 에어플레인 (1980년)
- 더 크로너스 호러 (1979년)

### 텔레비전
- 명탐정 바나비 존즈 (1978-80)
- 기동순찰대 (1979, 1981)
- 우리 생애 나날들 (1981)
- 제너럴 호스피털 (1981)
- V (1983) - 마틴 역
- 브이: 최후의 전투 (1984, V The Final Battle)
- V (1984-85)